# Augst
Augst (schweizerdeutsch Augscht [aʊkʃt]) ist eine politische Gemeinde im Bezirk Liestal des Kantons Basel-Landschaft in der Schweiz. Die Gemeinde wurde früher Baselaugst genannt – zur Unterscheidung von der im Kanton Aargau liegenden Nachbargemeinde Kaiseraugst. Bei Augst verläuft in der Mitte des Rheins die Grenze zwischen Deutschland und der Schweiz.

## Geographie
Die Gemeinde Augst liegt auf 275 m ü. M. am nordöstlichen Ende des Kantons Basel-Landschaft. Die Ortschaft erstreckt sich über die Schotterterrasse beidseits der Ergolz, die nördlich von Augst in den Rhein mündet. Bei Augst erreicht der Violenbach die Ergolz. Dem Violenbach folgt von seiner Quelle am Halmet bis nach Augst die Kantonsgrenze zwischen dem Baselbiet und dem Kanton Aargau; von der Mündung des Violenbachs in die Ergolz liegt die Grenze in diesem Fluss bis zum Rhein.
Augst grenzt im Westen an die Gemeinde Pratteln, im Süden an Füllinsdorf und Giebenach, im Osten an Kaiseraugst und im Norden an Grenzach-Wyhlen.
Westlich des Dorfes gehört ein schmaler, etwa zweieinhalb Kilometer langer Uferstreifen am Rhein zu Augst. In diesem Bereich steht das Wasserkraftwerk Augst-Wyhlen.
Im Bereich des Ortskerns ist das Gemeindegebiet nur etwa 150 Meter breit. Hier wird Augst massgeblich von einem Ausläufer der Gemeinde Pratteln (Gebiet «Längi») begrenzt. So liegen beispielsweise die zentrale Bushaltestelle von Augst und auch der Friedhof bereits auf Pratteler Boden.
Zwischen der Ergolz und dem Violenbach liegt eine rund einen Quadratkilometer grosse Ebene, auf welcher die höher gelegenen Quartiere der römischen Stadt Augusta Raurica standen.
In der Nähe des Kraftwerks befindet sich die Anlegestelle Augst BL Kraftwerk der Rheinschifffahrt.

## Geschichte

Historisches Luftbild aus 500 m von Walter Mittelholzer von 1925

Der Name Augst geht auf die vom 1. bis ins 3. Jahrhundert auf dem Terrassensporn zwischen Ergolz und Violenbach gelegene Römerstadt Augusta Raurica zurück.
Im Mittelalter bildete sich an der Ergolzbrücke, wo sich der Zoll und eine Mühle befanden, die Siedlung Augst.
1431 verkaufte Ritter Hans Reich von Reichenstein das Dorf Augst, mit Einwilligung König Sigismunds, an Henman Offenburg von Basel.
1442 wurde die Gemeinde Augst aufgeteilt, und der Dorfteil auf der rechten Seite des Violenbaches kam mit der Herrschaft Rheinfelden zu Österreich und wurde fortan Kaiseraugst genannt. Der linksufrig gelegene Dorfteil gelangte 1461 mit der Herrschaft Farnsburg in den Besitz der Stadt Basel und heisst seither Baselaugst oder auch nur Augst.

## Verkehr
Durch das Dorf verlaufen die Hauptstrasse 3 von Basel nach Rheinfelden. Auf der Südseite des antiken Stadtareals durchquert die Autobahn A2 das Gemeindegebiet in west-östlicher Richtung, und bei der Verzweigung «Augst» verlässt die Autobahn A3 das Trassee der A2 wieder, dem sie von Basel an folgte, und führt über die Kantonsgrenze nach Rheinfelden.

### Schienenverkehr
Die Bözbergstrecke der SBB führt durch Augst. Augst hat aber keinen Bahnhof. Der nächste Bahnhof ist Kaiseraugst. Von dort aus fährt die S1
- S 1 Basel SBB – Rheinfelden – Stein-Säckingen – Frick / Laufenburg

### Nahverkehr
Dafür ist Augst an das gute Busnetz des AAGL verbunden und man kommt ohne Umweg nach Basel, Pratteln und Liestal, wo immer Anschlüsse auf die S-Bahnen sowie Fernverkehrszüge besteht.
- 81 Liestal, Bahnhof – Liestal, Kantonsspital – Füllinsdorf, Schönthal – Augst – Muttenz, Schweizerhalle – Basel, Aeschenplatz
- 83 Kaiseraugst – Augst – Pratteln, Bahnhof – Pratteln, Wanne

## Wappen
Auf rotem Grund ein silberner Löwenkopf mit goldener Zunge und goldener Krone. Dies ist das Wappen der Edelknechte Pfirter von Liestal, welche im 14. Jahrhundert den Brückenzoll an der Ergolz in Augst einzogen.

## Sehenswürdigkeiten

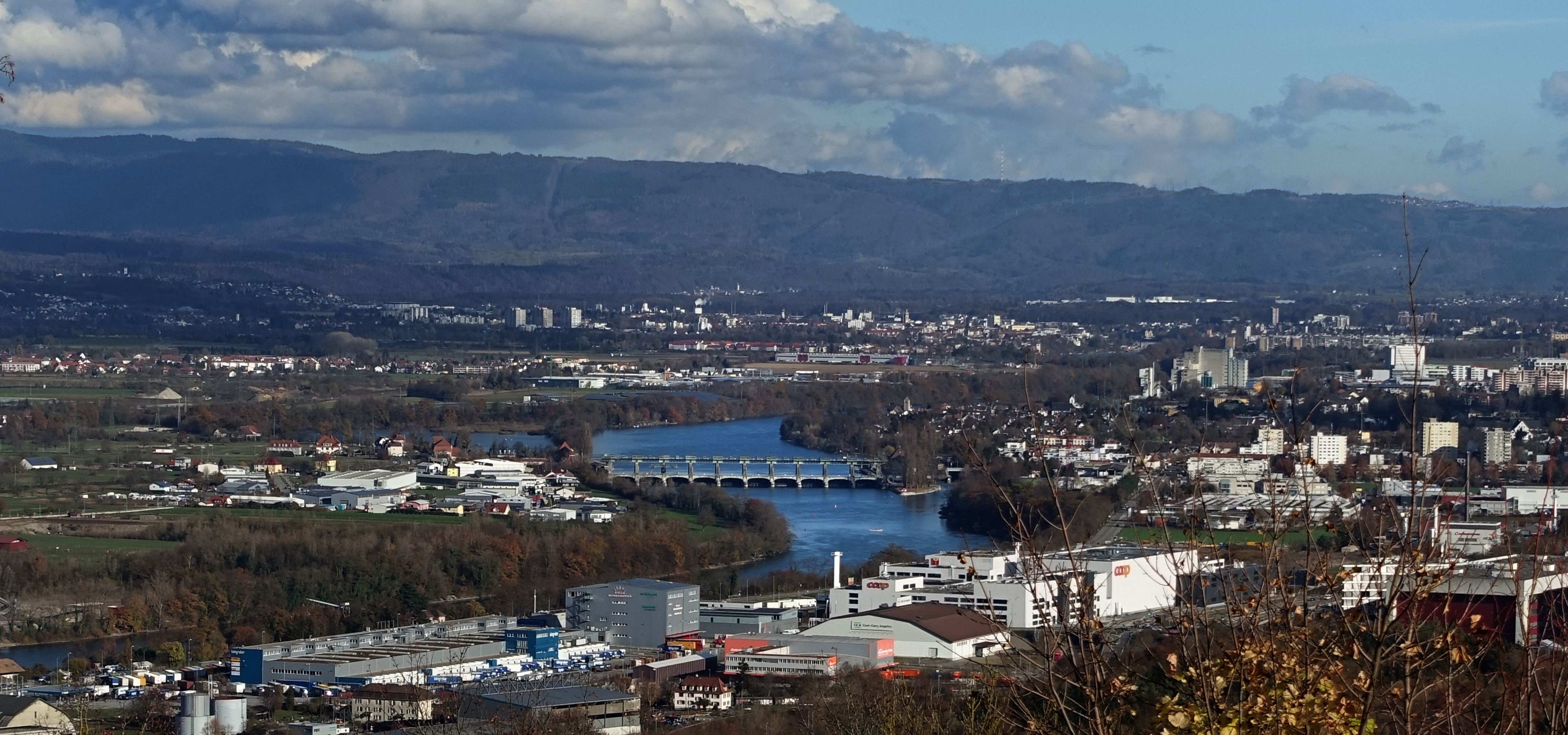
Kraftwerk Augst

Auf dem Gemeindegebiet von Augst und dem von Kaiseraugst AG liegen die Ruinen der Römerstadt Augusta Raurica. Auf einem Rundgang durch das weitläufige Areal trifft man unter anderem auf ein Theater, ein Amphitheater, Tempel, das Forum, Bäderanlagen mit Wasserleitung, einen Töpferofen, Überreste einer Hypokaustheizung, die Stadtmauer, ein Grabmal etc.
In einem Tierpark werden Tierarten gehalten, wie sie zur Zeit der Römer anzutreffen waren. Im Römermuseum Augst, einer nachgebauten römischen Villa, wird unter anderem der grosse Silberschatz gezeigt, der 1961 bei Bauarbeiten freigelegt und unter abenteuerlichen Umständen geborgen wurde.

## Bilder

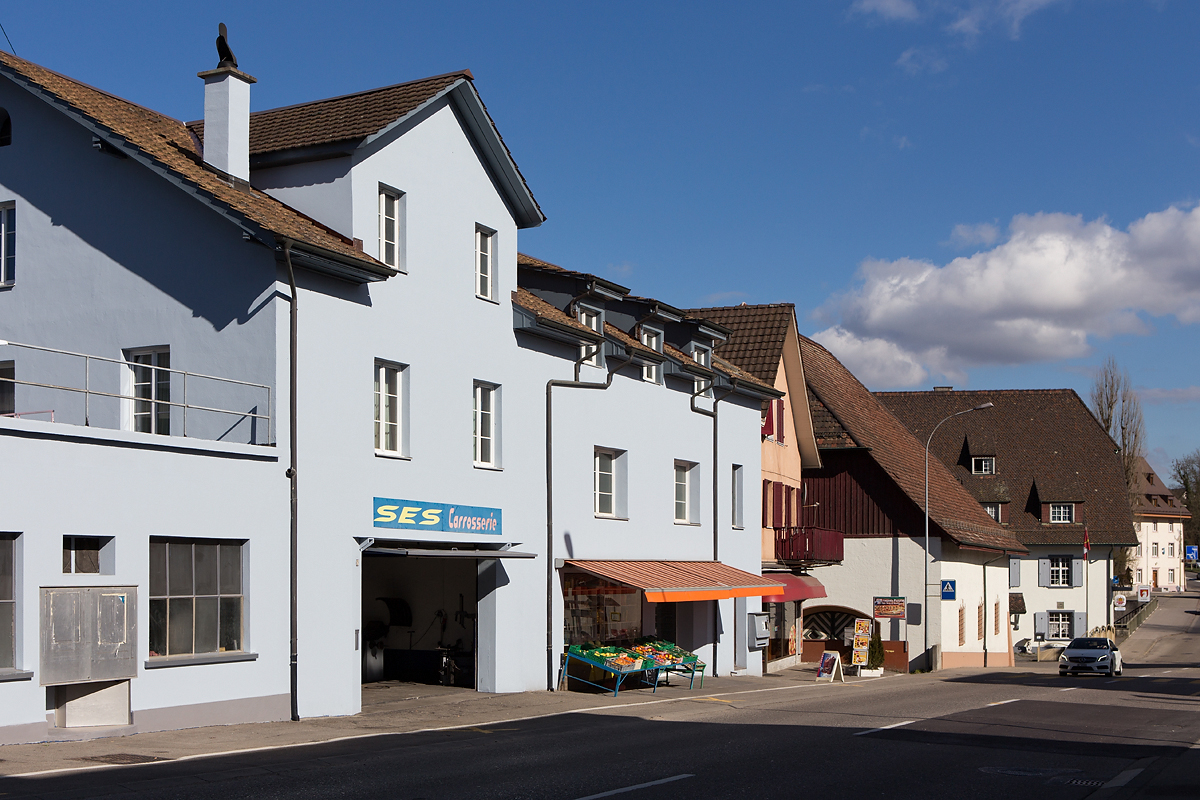
Hauptstrasse
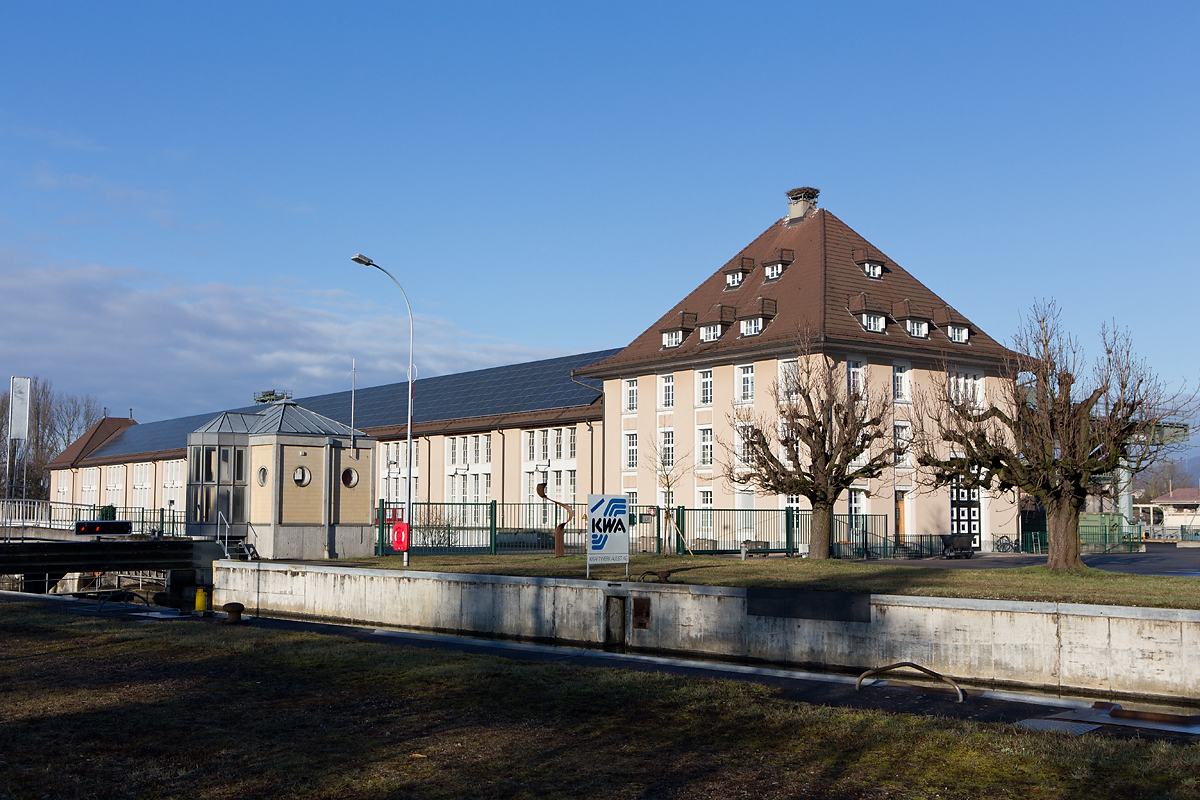
Schleuse und Kraftwerk
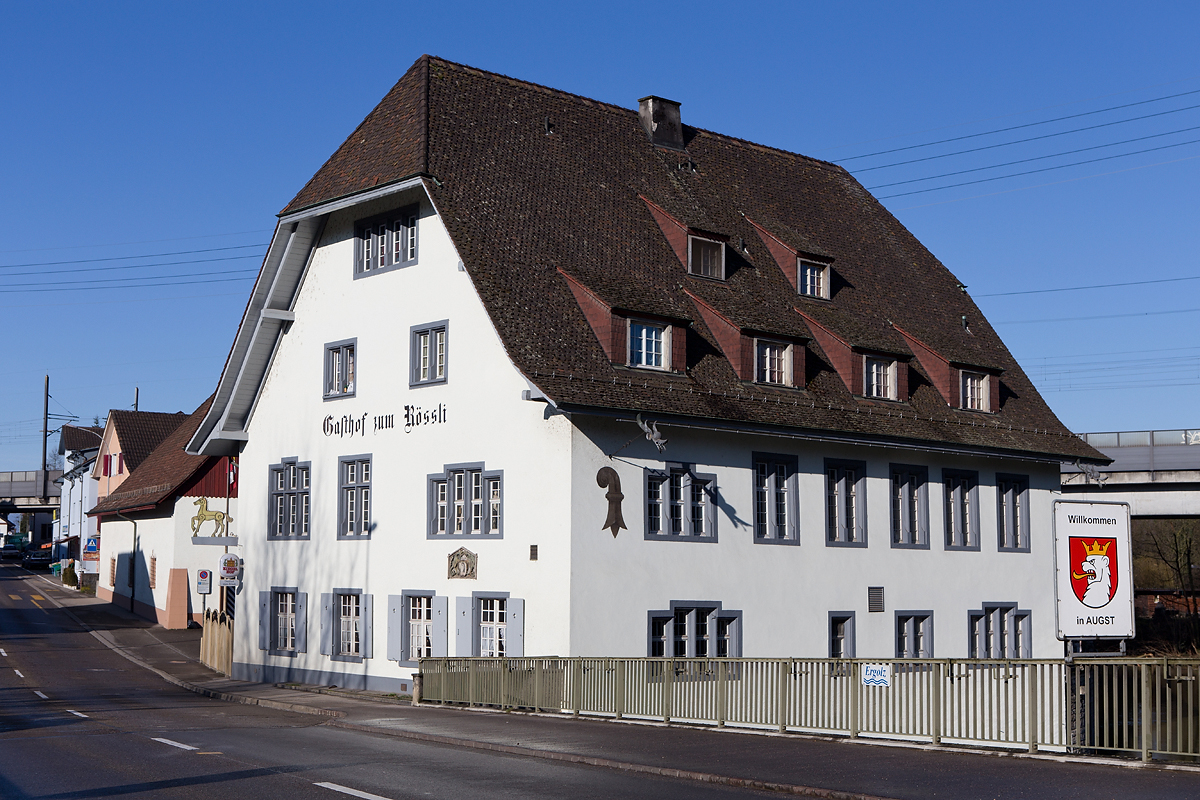
Gasthaus Rössli
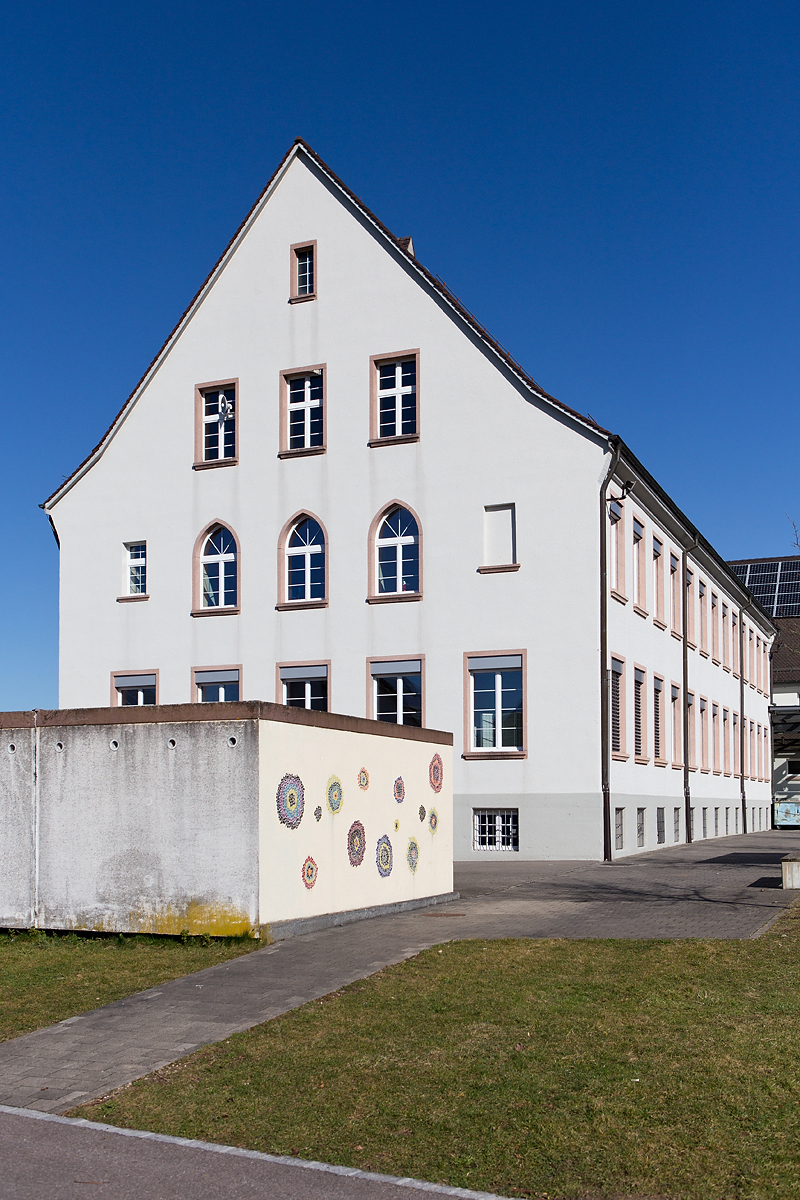
Primarschulhaus
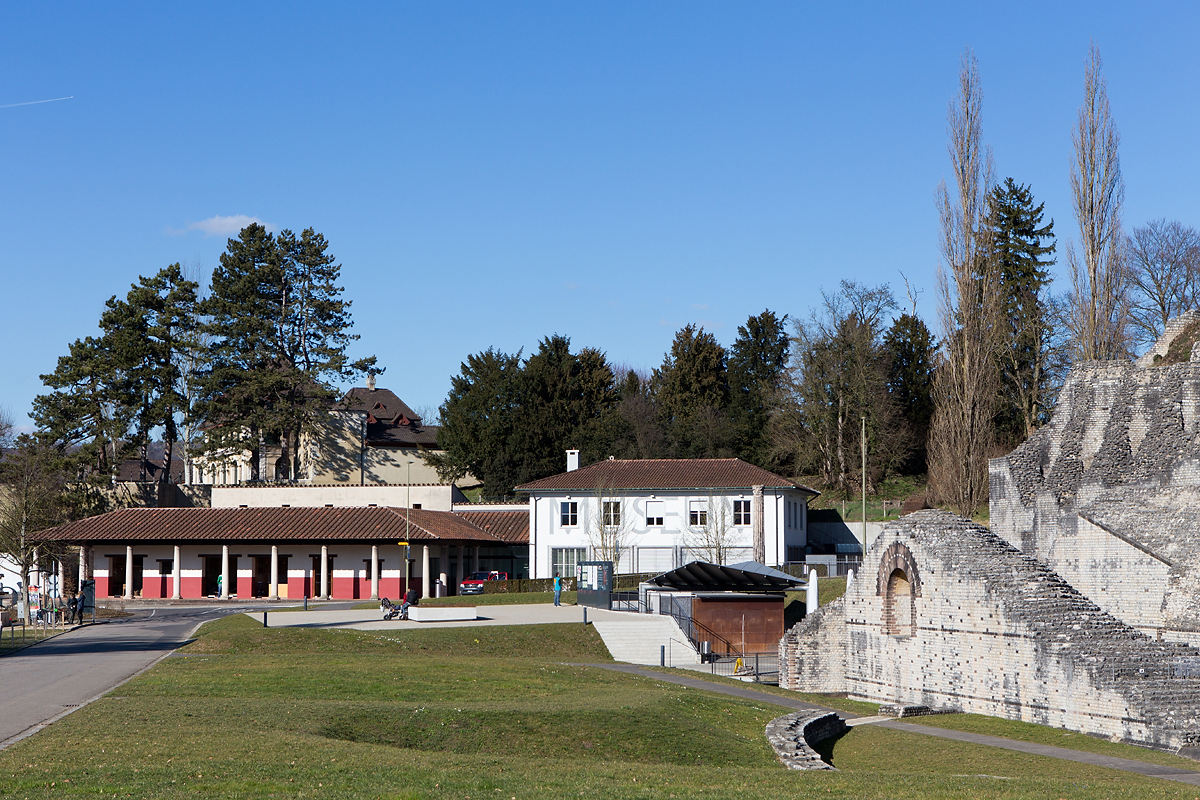
Museum Augusta Raurica
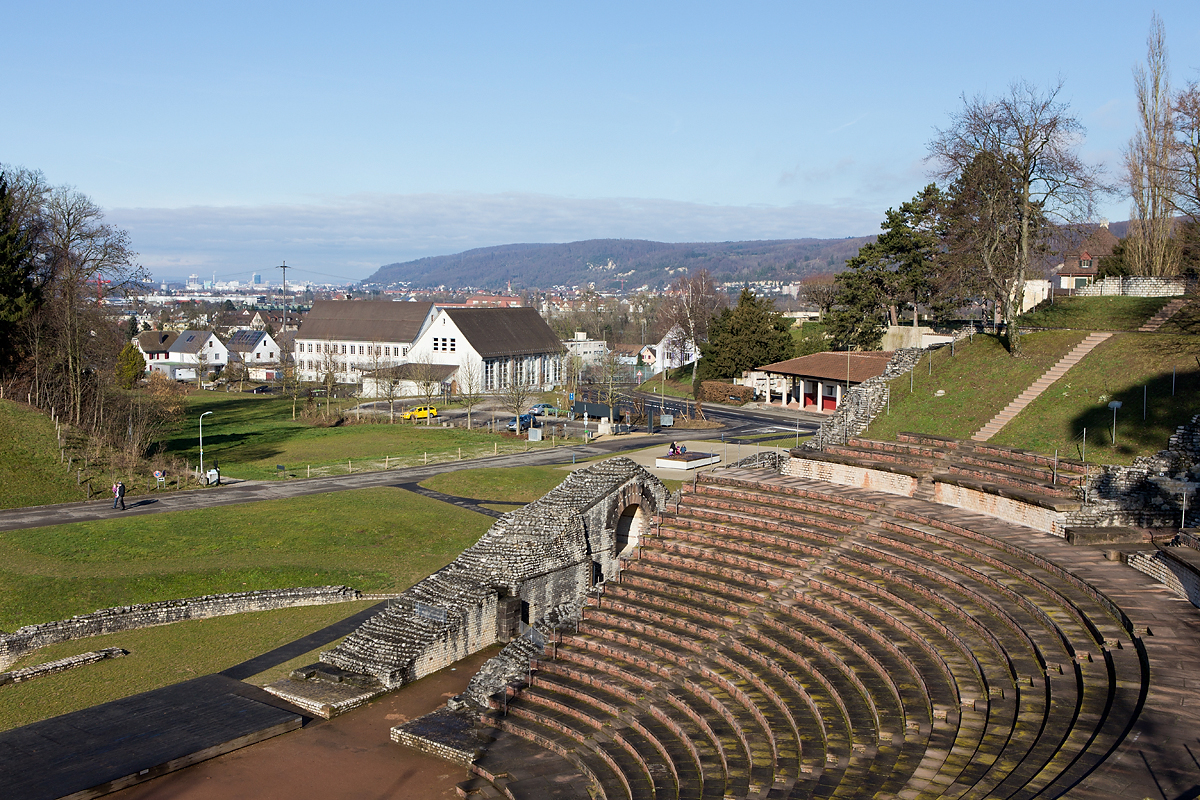
Römisches Theater von Augusta Raurica